# Pia Palme
Pia Palme (* 25. Dezember 1957 in Wien) ist eine österreichische Komponistin, Klangkünstlerin, Musikerin und künstlerische Forscherin.

## Leben
Pia Palme lebt und arbeitet vor allem in Wien. Sie studierte Musik (Blockflöte, Oboe), Mathematik und Darstellende Geometrie in Wien. 1980 legte sie ihr künstlerisches Diplom im Fach Blockflöte am ehemaligen Konservatorium der Stadt Wien (heute: MUK) ab, danach die Lehrbefähigung im Instrumentalfach. An der TU Wien schloss sie 1985 ihren Magister für Darstellende Geometrie und Mathematik ab. Einen Lehrgang im Fach Improvisation absolvierte Palme 1989 am ehem. Naropa Institute (heute: Naropa University) in Boulder, Colorado beim Schlagzeuger Jerry Granelli. Bis 1997 arbeitete sie als klassische Oboistin, nach eigenen Angaben sowohl solistisch wie auch im Orchester (unter anderem im Stadttheater Baden und bei den NÖ Tonkünstlern) und mit ihrem Bläserquintett. Als Blockflötistin tritt sie weiterhin mit Bassblockflöten auf. Palme hat bahnbrechende experimentelle Werke für die Bassblockflöte in Auftrag gegeben und uraufgeführt, unter anderem von Katharina Klement, Jorge Sánchez-Chiong und Joanna Wozny. Mit der in Paris lebenden Komponistin Éliane Radigue hat sie mehrfach zusammen gearbeitet, zum Beispiel um das Solostück Occam Océan XVIII (2014) für Bassblockflöte Solo zu entwickeln.
Bis 2018 war sie auch als Musikpädagogin tätig, vor allem an der Musikschule Wien in den Bezirken Donaustadt und Floridsdorf. Hier verwirklichte sie mehrere experimentelle Projekte mit Kindern und Jugendlichen, wie zum Beispiel das Musiktheaterstück MY ROOM, UNTIL YESTERDAY (2017) für 17-köpfiges Ensemble mit Stimme und Elektronik in Kooperation mit der IGNM und dem Festival Wien Modern.
Nach 2001 orientierte sie sich künstlerisch hin zu Neuer Musik und Elektronik. 2017 promovierte Palme an der University of Huddersfield im Fach Komposition bei Liza Lim und Monty Adkins zum Thema The noise of mind: a feminist practice in composition.

## Werk
Pia Palmes Werk besteht aus Kompositionen, Musiktheater, improvisierten musikalischen Performances, raumgreifenden Klanginstallationen und Video.  Über die klassische Ausbildung als Oboistin und Blockflötistin hinaus vereint ihr klangliches Werk Sprache, experimentelle Elektronik und Bassblockflöten der Schweizer Manufaktur Kueng. Pia Palme schreibt Texte und arbeitet mit Video, so zum Beispiel in MORE RADICALLY (2019), das sie für und mit der Sängerin Rosie Middleton im Banff Centre of the Arts (Banff, Kanada) erstmals aufführte.
Ihre künstlerische Forschung setzt sich aktuell mit Fragen der Verletzlichkeit des Klangs auseinander. Am Zentrum für Genderforschung an der KUG Kunstuniversität Graz untersucht Palme in ihrem FWF-PEEK-Forschungsprojekt On the Fragility of Sounds das Spannungsfeld zwischen musikalischer Komposition und Musiktheater aus der feministischen Praxis heraus. Das Projekt stellt den Kompositionsvorgang ins Zentrum der Beobachtung. Musiktheaterstücke und szenische Werke wurden verwirklicht. Die online abgehaltene Fragility of Sound Lecture Series (von Jänner bis März 2021) mit unter anderem Georgina Born, Juliet Fraser, Paola Bianchi, Elisabeth Schimana und Germán Toro-Pérez brachte internationales Publikum zusammen. Der Radiosender OE1 hat dem Projekt in den Jahren 2020 und 2021 mehrere Zeitton-Features gewidmet.

## Preise
- Outstanding Artist Award der Republik Österreich (2015)[12]
- Staatsstipendium für Komposition der Republik Österreich (2015, 2017)[13]
- Butterworth Prize for Composition, Sound and Music UK (2016)[14]
- Ernst-Krenek-Preis der Stadt Wien (2016)[15]
- Scholarship The Banff Centre of the Arts, Banff, Kanada (2019)[16]
- UNCOOL Residency, Poschiavo, Schweiz (2020)[17]